# Cantonul Craon
Cantonul Craon este un canton din arondismentul Château-Gontier, departamentul Mayenne, regiunea Pays de la Loire, Franța.

## Comune
| Comune                  | Populație (1999) | Cod poștal | Cod INSEE |
| ----------------------- | ---------------- | ---------- | --------- |
| Athée                   | ...              | 53400      | 53012     |
| La Boissière            | ...              | 53800      | 53033     |
| Bouchamps-lès-Craon     | ...              | 53800      | 53035     |
| Chérancé                | ...              | 53400      | 53068     |
| Craon                   | ...              | 53400      | 53084     |
| Denazé                  | ...              | 53400      | 53090     |
| Livré-la-Touche         | ...              | 53400      | 53135     |
| Mée                     | ...              | 53400      | 53148     |
| Niafles                 | ...              | 53400      | 53165     |
| Pommerieux              | ...              | 53400      | 53180     |
| Saint-Martin-du-Limet   | ...              | 53800      | 53240     |
| Saint-Quentin-les-Anges | ...              | 53400      | 53251     |
| La Selle-Craonnaise     | ...              | 53800      | 53258     |